# سرگئی بالاسانیان (زمین‌شناس)
سرگئی ایشخانی بالاسانیان (ارمنی: Սերգեյ Իշխանի Բալասանյան؛  زادهٔ ۲۵ سپتامبر ۱۹۲۵ - درگذشته ۳ اکتبر ۲۰۰۳) زمین‌شناس، استاد دانشگاه اهل ارمنستان بود.

## زندگی‌نامه
وی در ۲۵ سپتامبر ۱۹۲۵ در روستای کیاتوک به دنیا آمد و از دانشگاه دولتی ایروان (۱۹۵۰) فارغ‌التحصیل گشت. همچنین برندهٔ جوایزی همچون نشان آنانیا شیراکاتسی و دانشمند شایسته ارمنستان شوروی (۱۹۷۰) شده است. وی در ۳ اکتبر ۲۰۰۳ در سن ۷۸ سالگی در ایروان درگذشت.

## یادداشت
1. ↑  Երկրաբանա-հանքաբանական գիտությունների դոկտոր